# Ризи, Анна
Анна Ризи (итал. Anna Risi, более известная как Нана или Нанна) — итальянская женщина родом из Рима, натурщица нескольких видных живописцев XIX века, муза и возлюбленная немецкого живописца Ансельма Фейербаха.

## Биография
О ранних годах жизни Анны Ризи практически ничего неизвестно. Она жила женой простого сапожника в ремесленном районе Трастевере на западном берегу Тибра в Риме. Благодаря своей жгучей средиземноморской красоте Анна часто позировала художникам, в том числе английскому живописцу Фредерику Лейтону в конце 1850-х. Весной 1860 года Анну замечает немецкий живописец Ансельм Фейербах, с 1855 года живший в Риме. Анна Ризи, обладавшая аристократическим профилем, белой кожей и классическими «римскими» чертами лица, являла собой идеал красоты того времени, а кроме того идеально подходила Фейербаху как модель для его полотен на историческую и мифологическую тематику.
Ради Фейербаха Анна оставила своего мужа и ребёнка и начала жить с художником. За шесть лет их связи влюблённый Фейербах написал по меньшей мере 28 портретов возлюбленной, которой дал прозвище Нанна, и его образы Медеи, Ифигении, Мириам и Бьянки Каппелло имеют несомненное портретное сходство с Анной Ризи.
В 1865 году Анна ушла от Фейербаха к богатому англичанину, однако новые отношения не продлились долго. Три года спустя, находясь в бедственном положении, Анна просила Фейербаха о помощи, но была им отвергнута. О её дальнейшей жизни известно мало; очевидно, она продолжала позировать для иностранных художников. Молодой художник Альберт Гертель, находившийся под влиянием Фейербаха и так же живший в Риме, в 1866 году оставил набросок Нанны. Также писали Нанну немецкие художники Фердинанд Келлер и Натаниэль Шмитт.
В честь Нанны назван астероид (1203) Нанна, открытый 5 октября 1931 года немецким астрономом Максом Вольфом в обсерватории Хайдельберг

## Галерея
Фредерик Лейтон:

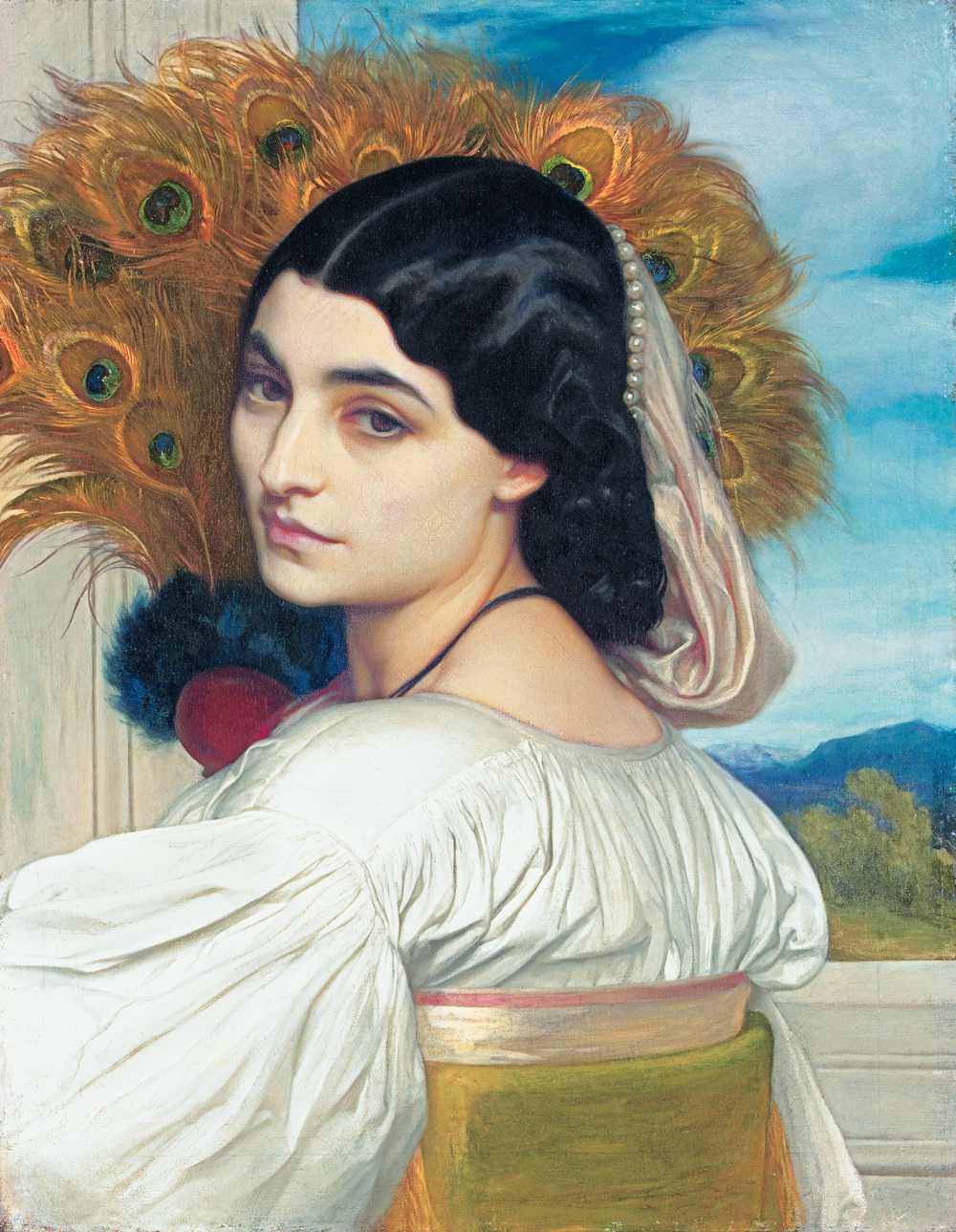
Павлин, 1858—1859
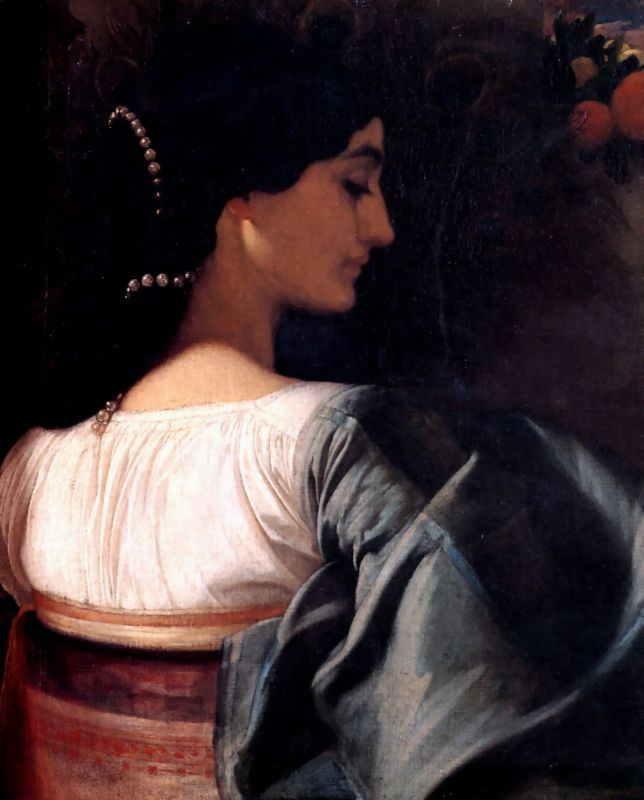
Итальянская дама
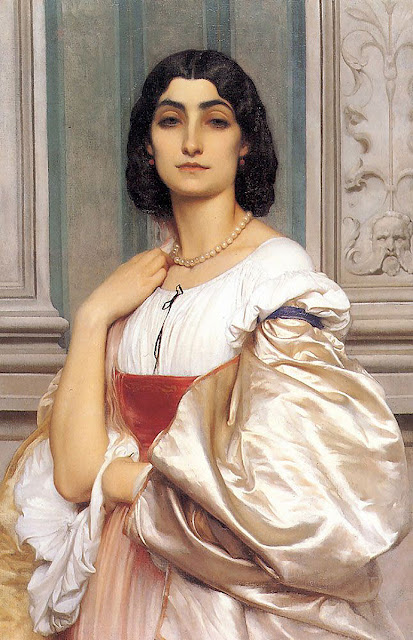
Римская дама (портрет Анны Ризи), 1859

Ансельм Фейербах:

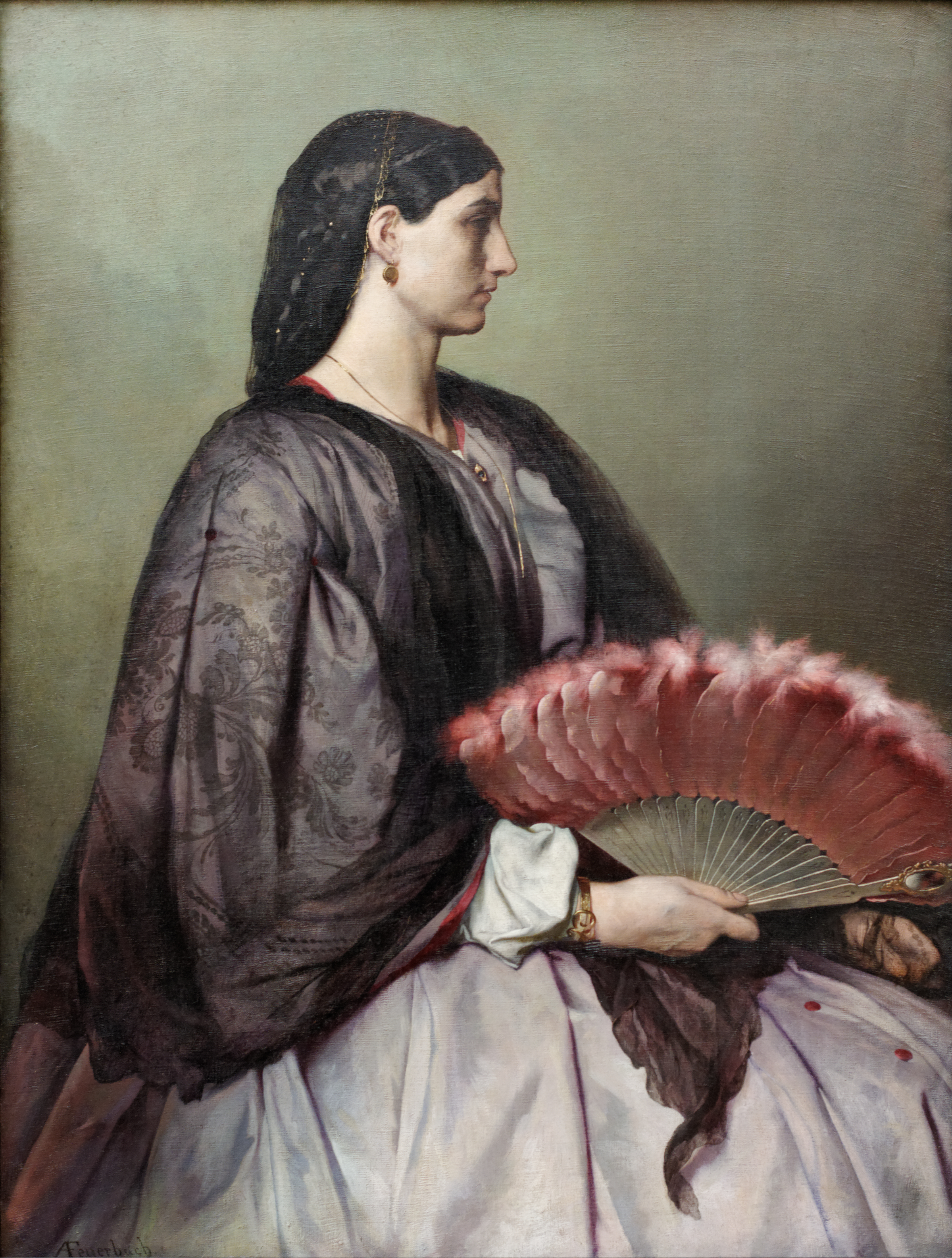
Портрет Анны Риззи «Нанны», 1861
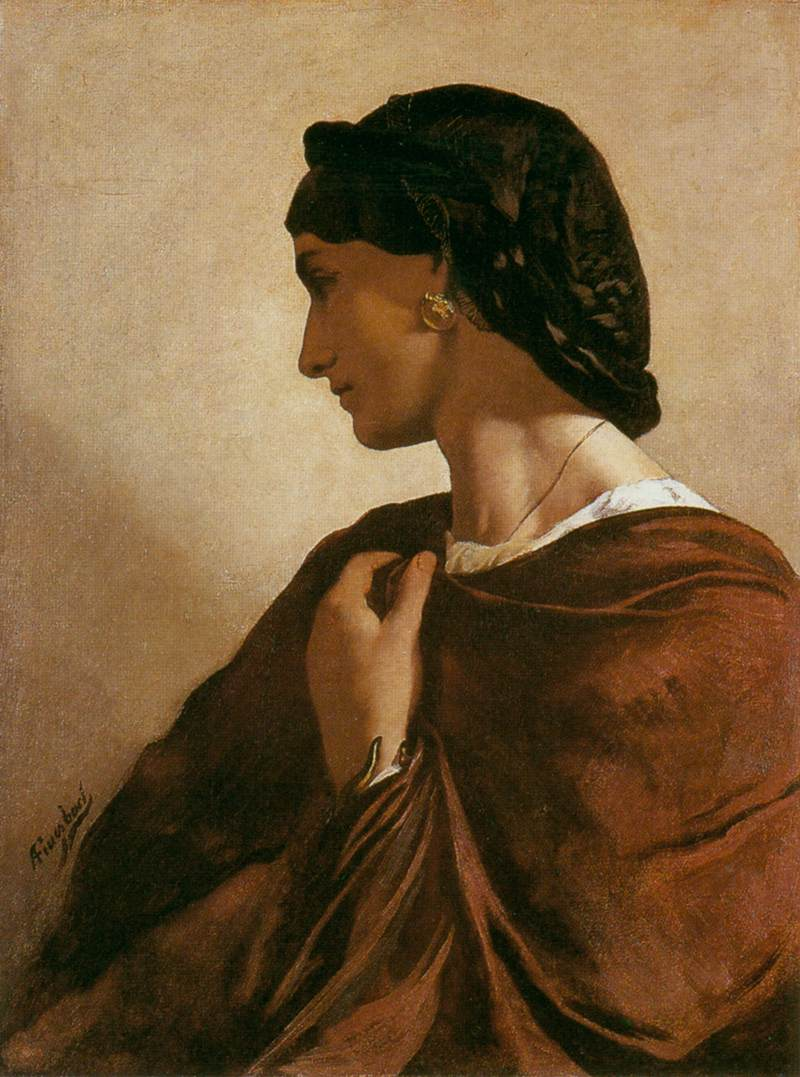
Нанна, ок. 1861
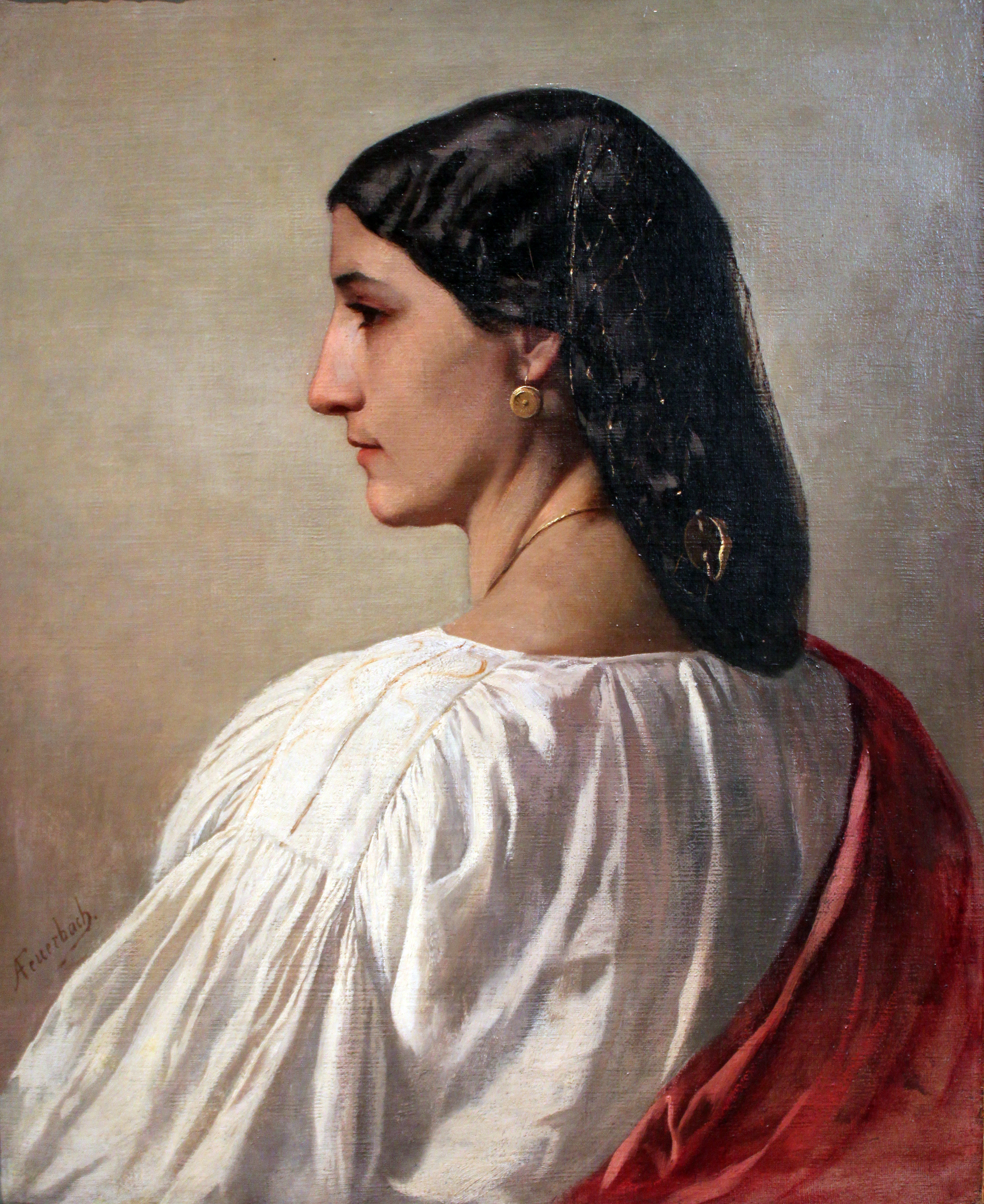
Нанна, 1861
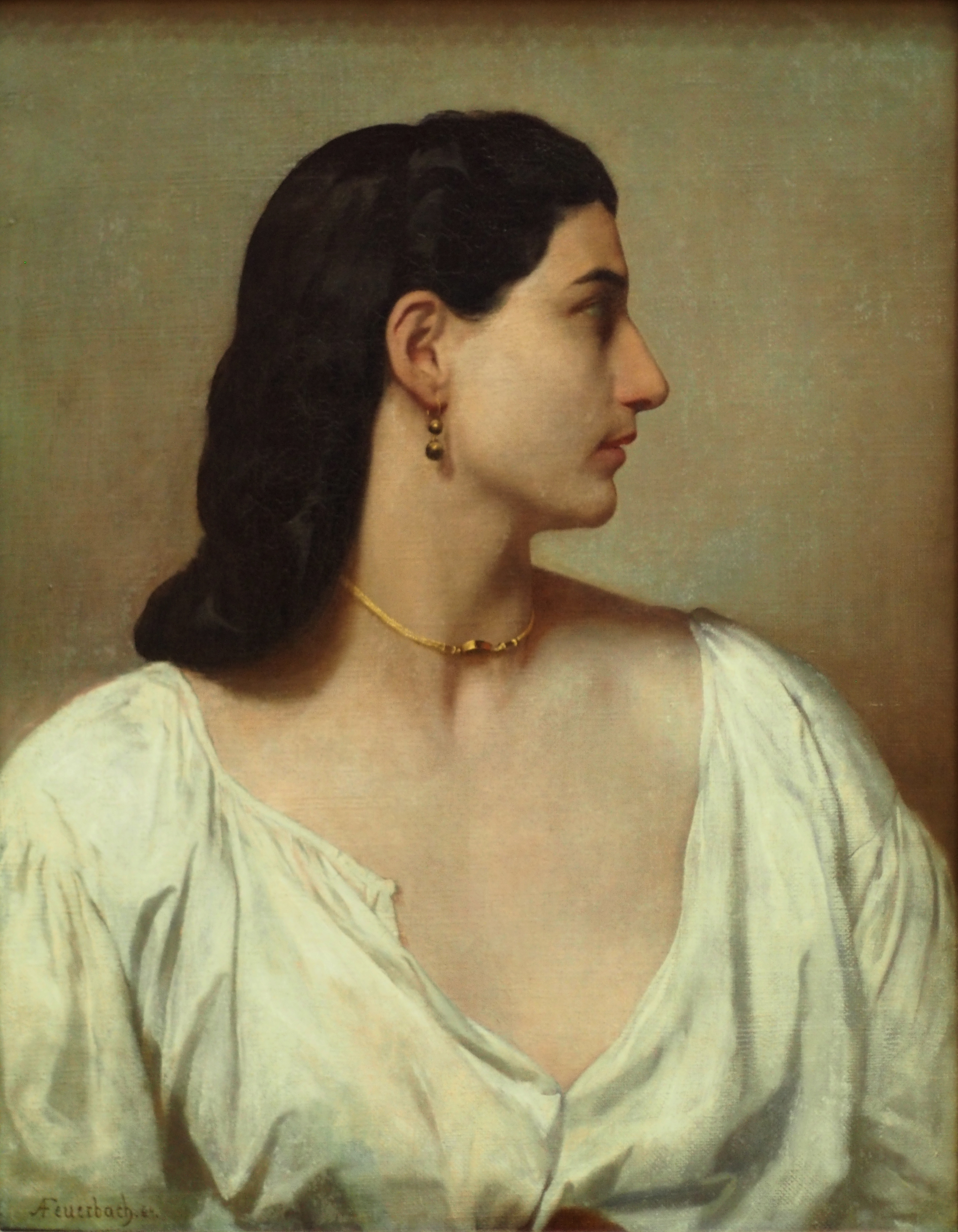
Нанна, 1864
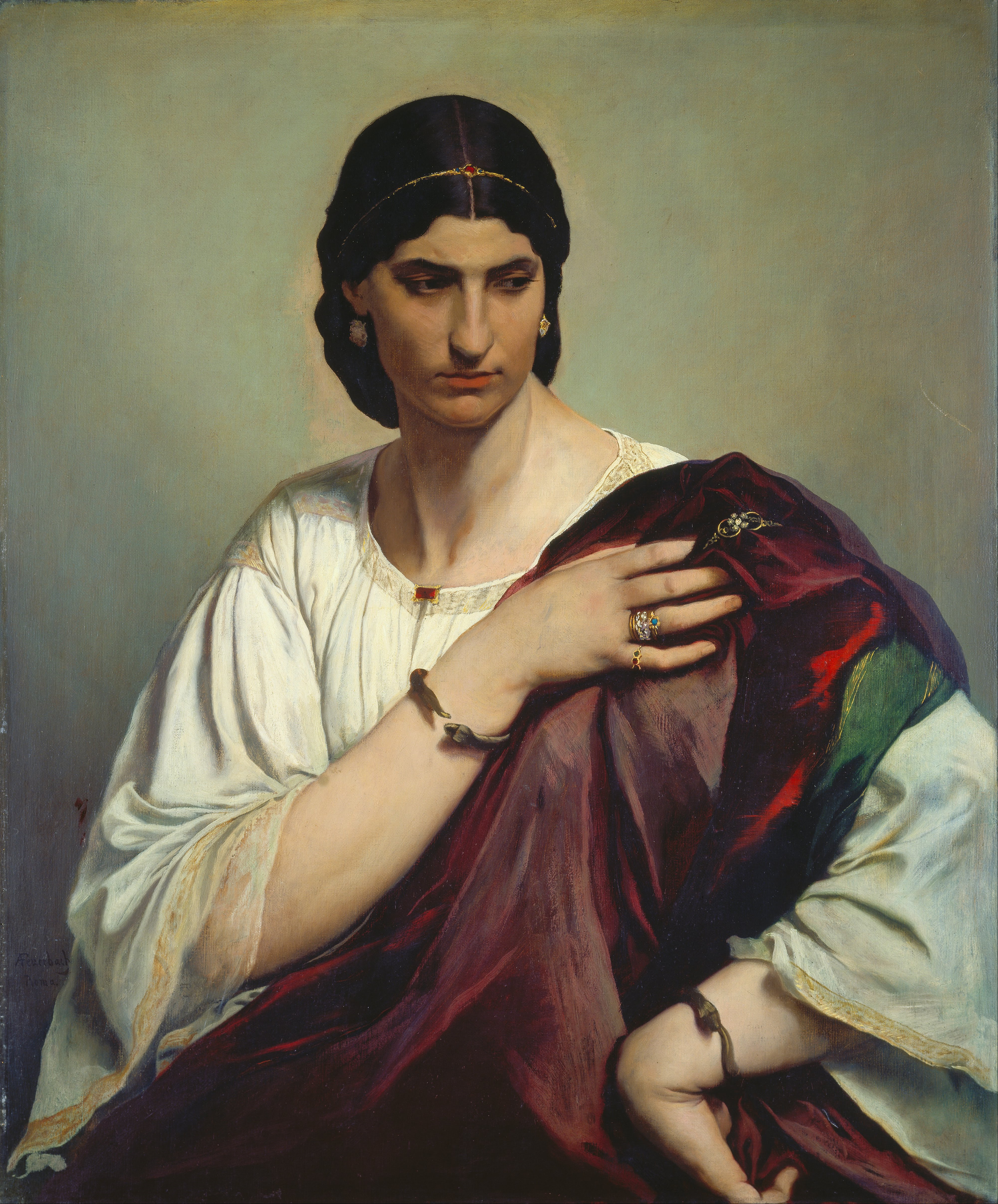
Портрет римской женщины вполоборота, ок. 1862—66